# 노보코시노역
노보코시노역(러시아어: Новокосино)은 모스크바 지하철 칼리닌스코 솔른쳅스카야 선의 역이다. 본 역은 모스크바주에 인접한 노보코시노 구역의 북쪽 가장자리에 위치하고 있다. 2012년 8월 30일에 연장 개통되면서 칼리닌스코 솔른쳅스카야 선의 종착역 기능을 하고 있다.